# Railroader of the Year
Railroader of the Year ist eine seit 1964 verliehene Auszeichnung in der nordamerikanischen Eisenbahnindustrie.
Die Auszeichnung wurde 1964 erstmals von der Zeitschrift Modern Railroads als „Man of the Year“ vergeben. Mit der Übernahme von Modern Railroads durch Railway Age 1991 wurde auch die Preisvergabe übernommen. Die feierliche Verleihung erfolgt Anfang März des folgenden Jahres im Chicago Union League Club.

## Ausgezeichnete
| Nr. | Jahr | Name                                                                   | Organisation                                                           |
| --- | ---- | ---------------------------------------------------------------------- | ---------------------------------------------------------------------- |
| 1   | 1964 | D. William Brosnan                                                     | Southern Railway                                                       |
| 2   | 1965 | Stuart T. Saunders                                                     | Pennsylvania Railroad                                                  |
| 3   | 1966 | Stuart T. Saunders                                                     | Pennsylvania Railroad                                                  |
| 4   | 1967 | Louis W. Menk                                                          | Northern Pacific Railway                                               |
| 5   | 1968 | William B. Johnson                                                     | Illinois Central Railroad                                              |
| 6   | 1969 | John W. Barriger III                                                   | Missouri-Kansas-Texas Railroad                                         |
| 7   | 1970 | John Shedd Reed                                                        | Atchison, Topeka and Santa Fe Railway                                  |
| 8   | 1971 | Jervis Langdon Jr.                                                     | Penn Central Transportation                                            |
| 9   | 1972 | Charles Luna                                                           | United Transportation Union                                            |
| 10  | 1973 | James W. Germany                                                       | Southern Pacific Transportation                                        |
| 11  | 1974 | L. Stanley Crane                                                       | Southern Railway                                                       |
| 12  | 1975 | Frank E. Barnett                                                       | Union Pacific Railroad                                                 |
| 13  | 1976 | William J. Harris Jr.                                                  | Association of American Railroads                                      |
| 14  | 1977 | Edward G. Jordan                                                       | Conrail                                                                |
| 15  | 1978 | Robert M. Brown                                                        | Union Pacific Railroad                                                 |
| 16  | 1979 | Theodore C. Lutz                                                       | Washington Metropolitan Area Transit Authority                         |
| 17  | 1980 | John G. German                                                         | Missouri Pacific Railroad                                              |
| 18  | 1981 | Lawrence Cena                                                          | Atchison, Topeka and Santa Fe Railway                                  |
| 19  | 1982 | A. Paul Funkhouser                                                     | Family Lines Rail System                                               |
| 20  | 1983 | L. Stanley Crane                                                       | Conrail                                                                |
| 21  | 1984 | Hays T. Watkins                                                        | CSX Corporation                                                        |
| 22  | 1985 | John L. Cann                                                           | Canadian National Railway                                              |
| 23  | 1986 | Raymond C. Burton, Jr.                                                 | Trailer Train Corporation                                              |
| 24  | 1987 | Willis B. Kyle                                                         | Kyle Railways                                                          |
| 25  | 1988 | Darius W. Gaskins Jr.                                                  | Burlington Northern Railroad                                           |
| 26  | 1989 | W. Graham Claytor                                                      | Amtrak                                                                 |
| 27  | 1990 | Arnold B. McKinnon                                                     | Norfolk Southern                                                       |
| 28  | 1991 | Michael H. Walsh                                                       | Union Pacific Railroad                                                 |
| 29  | 1992 | William H. Dempsey                                                     | Association of American Railroads                                      |
| 30  | 1993 | Raymond C. Burton Jr.                                                  | TTX Corporation                                                        |
| 31  | 1994 | L. S. Jacobson                                                         | Copper Basin Railway                                                   |
| 32  | 1995 | Edward L. Moyers                                                       | Southern Pacific Rail Corporation                                      |
| 33  | 1996 | Robert D. Krebs Gerald Grinstein                                       | Atchison, Topeka and Santa Fe Railway Burlington Northern Railroad     |
| 34  | 1997 | Paul M. Tellier                                                        | Canadian National Railway                                              |
| 35  | 1998 | David R. Goode                                                         | Norfolk Southern                                                       |
| 36  | 1999 | Edward Burkhardt                                                       | Wisconsin Central Transportation                                       |
| 37  | 2000 | The Railroad Worker (die Bahnarbeiter) als „Railroader of the Century“ | The Railroad Worker (die Bahnarbeiter) als „Railroader of the Century“ |
| 38  | 2001 | Michael R. Haverty                                                     | Kansas City Southern                                                   |
| 39  | 2002 | E. Hunter Harrison                                                     | Illinois Central Railroad Canadian National Railway                    |
| 40  | 2003 | Richard K. Davidson                                                    | Union Pacific Railroad                                                 |
| 41  | 2004 | Robert J. Ritchie                                                      | Canadian Pacific Railway                                               |
| 42  | 2005 | David R. Goode                                                         | Norfolk Southern                                                       |
| 43  | 2006 | Richard F. Timmons                                                     | American Short Line and Regional Railroad Association                  |
| 44  | 2007 | William E. Wimmer                                                      | Union Pacific Railroad                                                 |
| 45  | 2008 | Steve Tobias                                                           | Norfolk Southern                                                       |
| 46  | 2009 | Michael J. Ward                                                        | CSX Transportation                                                     |
| 47  | 2010 | Matthew K. Rose                                                        | Burlington Northern and Santa Fe Corporation                           |
| 48  | 2011 | Charles W. Moorman                                                     | Norfolk Southern                                                       |
| 49  | 2012 | David L. Starling                                                      | Kansas City Southern                                                   |
| 50  | 2013 | James R. Young                                                         | Union Pacific Railroad                                                 |
| 51  | 2014 | Joseph H. Boardman                                                     | Amtrak                                                                 |
| 52  | 2015 | E. Hunter Harrison                                                     | Canadian Pacific Railway                                               |
| 53  | 2016 | Carl R. Ice                                                            | BNSF Railway                                                           |
| 54  | 2017 | Thomas F. Prendergast                                                  | Metropolitan Transportation Authority                                  |
| 55  | 2018 | John C. Hellmann                                                       | Genesee and Wyoming                                                    |
| 56  | 2019 | Jean-Jacques Ruest                                                     | Canadian National Railway                                              |
| 57  | 2020 | Patrick J. Ottensmeyer                                                 | Kansas City Southern                                                   |
| 58  | 2021 | Keith Creel                                                            | Canadian Pacific Railway                                               |
| 59  | 2022 | Patrick J. Ottensmeyer Keith Creel                                     | Kansas City Southern Canadian Pacific Railway                          |
| 60  | 2023 | Kathryn M. Farmer                                                      | BNSF Railway                                                           |
| 61  | 2024 | Tracy Robinson                                                         | Canadian National Railway                                              |
| 62  | 2025 | Joe Hinrichs                                                           | CSX Transportation                                                     |